# Gustav Eduard von Hindersin

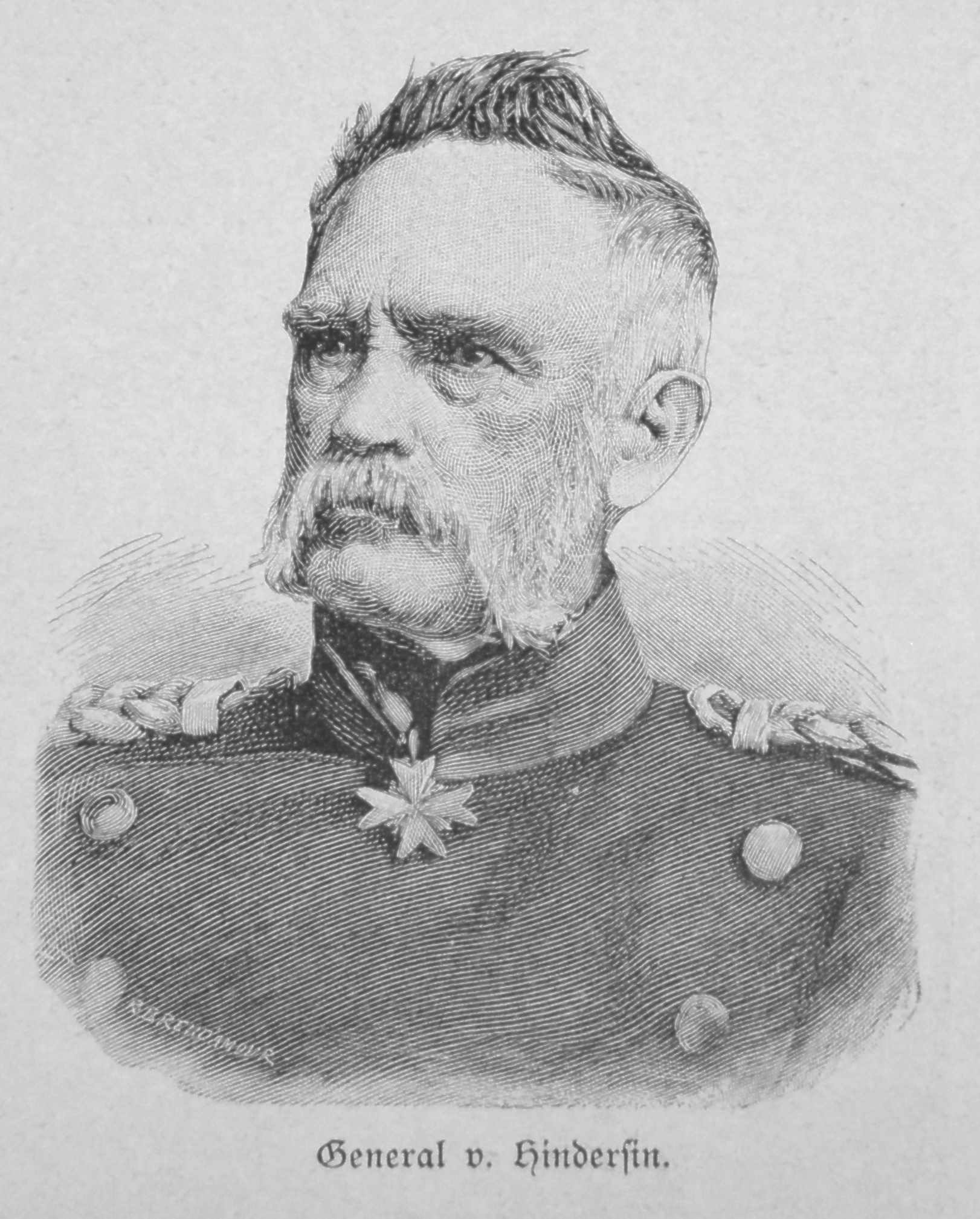
Gustav Eduard von Hindersin.

Gustav Eduard von Hindersin (18 de julio de 1804 - 23 de enero de 1872) fue un general prusiano de Wernigerode (ahora en Sajonia-Anhalt). Hasta 1864, cuando fue ennoblecido, su nombre fue Gustav Eduard Hindersin.

## Biografía
Hindersin era hijo de un sacerdote luterano y recibió una buena educación, pero sus primeros años los pasó en gran pobreza, y la lucha por la existencia desarrolló en él un fuerte carácter de hierro. Ingresó en la artillería prusiana en 1820, y se hizo oficial en 1825. Entre 1830 y 1837 asistió a la Academia Militar Prusiana en Berlín, y en 1841, siendo todavía subalterno, ocupó un puesto en el estado mayor general, en el que después dirigió la sección topográfica.
En 1849 Hindersin sirvió con el rango de mayor en el personal del General Peucker, quien comandó un cuerpo federal en la supresión de la insurrección de Baden. Cayó en manos de los insurgentes en la acción de Ladenburg, pero fue liberado justo antes de la caída de Rastatt. En la Segunda Guerra de Schleswig de 1864, Hindersin, ahora teniente general, dirigió las operaciones de artillería contra las líneas de Düppel, y por sus servicios fue ennoblecido por el rey Guillermo I. Poco después, se convirtió en inspector general de artillería.

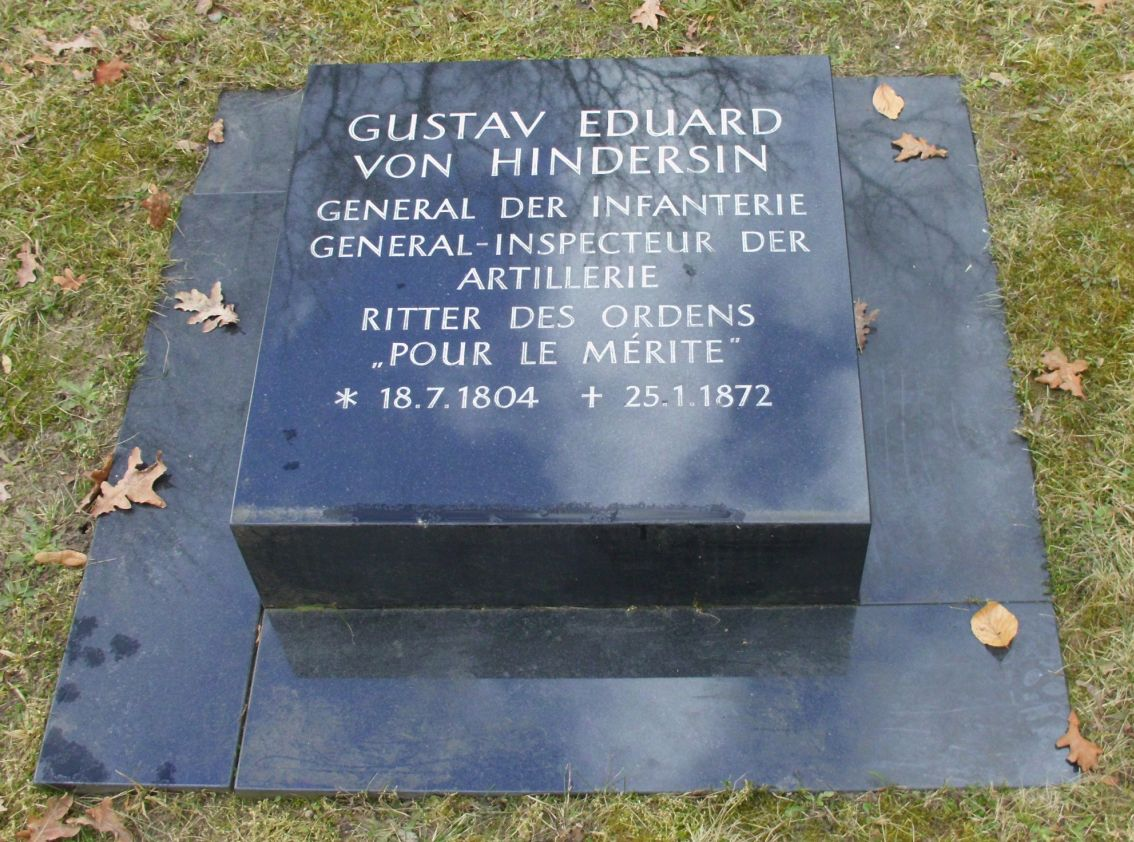
Lápida del General von Hindersin.

La experiencia de Hindersin en Düppel le había convencido de que los días del cañón de ánima lisa habían pasado, y se dedicó con gran celo al rearmamento y reorganización de la artillería prusiana. Los fondos disponibles eran pequeños, y votados a regañadientes por el parlamento. Además, había un fuerte sentimiento de que el ánima lisa era todavía tácticamente superior a su rival. No había entrenamiento práctico para la guerra ni en el campo ni en las unidades de artillería de fortalezas. Estas últimas apenas habían progresado desde los días de Federico el Grande, y antes del nombramiento de Hindersin habían practicado con los mismos cañones en los mismos bastiones año tras año. Todo esto fue alterado, la artillería a pie fue reorganizada, se instituyeron las maniobras, y el armamento de ánima lisa fue eliminado, excepto en la defensa de fosos, de las fortalezas prusianas. Pero más importante fue su trabajo en conexión con las baterías de campo y a caballo. En 1864 solo una de cada cuatro baterías tenía cañones de ánima rayada, pero por la incesante energía de Hindersin al estallar la guerra austro-prusiana, un año y medio más tarde, los prusianos tenían diez de cada dieciséis baterías con la nueva arma.
Las batallas de 1866 mostraron, junto a la superioridad del cañón de ánima rayada, una muy marcada ausencia de eficiencia táctica en la artillería prusiana, que casi siempre fue superada por la del enemigo. Hindersin había solicitado la fundación de una escuela de artillería; y a pesar de la falta de fondos, fue fundada tal escuela. Después de 1866, sin embargo, se obtuvo más apoyo, y la mejora de la artillería de campo prusiana entre 1866 y 1870 fue extraordinaria, a pesar de no haber habido tiempo para el trabajo con la escuela, para impulsar el arma. De hecho, la artillería alemana jugó de lejos la parte más importante en las victorias de la guerra franco-prusiana. Hindersin acompañó al cuartel general del rey como jefe de artillería, como había hecho en 1866, y estuvo presente en Gravelotte, Sedan y en el sitio de París. Pero su obra, que ahora estaba cumplida, había agotado sus fuerzas físicas, y murió en 1872 en Berlín.